# استان سیدی بلعباس
| استان سیدی بلعباس          | استان سیدی بلعباس     |
| -------------------------- | --------------------- |
|                            |                       |
| Algeria-Sidi Bel Abbes.png |                       |
| کشور                       | الجزایر               |
| مساحت                      | ۹٬۱۵۰٫۶۳ کیلومتر مربع |
| جمعیت                      |                       |
| جمعیت                      | ۶۰۳٬۳۶۹               |
| تراکم جمعیت                | ۶۵٫۹/کیلومتر مربع     |
| شمارگان                    |                       |
| شمارهٔ استان                | ۲۲                    |
| پیش‌شمارهٔ تلفنی             | ۰۴۸                   |
| تعداد فرمانداری‌ها          | ۱۵                    |
| تعداد شهرستان‌ها            | ۵۲                    |
| کد پستی                    |                       |

سیدی بلعباس نام استان بیست‌ودوم از استان‌های کشور الجزایر است.